# マレー・ゲルマン
マレー・ゲルマン（Murray Gell-Mann [ˈmʌri ˈɡɛl ˈmæn]、1929年9月15日 - 2019年5月24日）は、アメリカ・ニューヨーク生まれの物理学者。表記はマレイ、マリーまたはゲル＝マンとも。1969年、「素粒子の分類と相互作用に関する発見と研究」でノーベル物理学賞を受賞。
「クォークの父」と呼ばれる。「複雑系（複雑適応系）」研究で有名なサンタフェ研究所の設立者のひとり。
13か国語を操り、心理学、人類学、考古学、鳥類学にも造詣が深い。クォーク、ストレンジネス、色荷（カラー）などを命名したことでも知られる。

## 経歴
イェール大学から物理学で学士号を、マサチューセッツ工科大学から同じく物理学で博士号を取得後、1951年からプリンストン高等研究所の研究員、コロンビア大学客員准教授、シカゴ大学准教授（1954-55年）を経て、1956年27歳でカリフォルニア工科大学の教授となる。
1950年代、加速器が奇妙な新粒子を大量に生み出し、そこからどうやって統一的な理論に組み上げるのかその膨大な量に素粒子物理学を扱う者らは途方に暮れていた。ゲルマンは素粒子の対称性に注目して分類する枠組みを組み立てる。ゲルマンはこれを冗談交じりで仏教から拝借した概念「八道説」と名づけている。
1964年、ジョージ・ツワイクと各々独自にハドロンの内部構造を記述するクォーク模型を提唱。陽子や中性子を構成するものを、ジェイムズ・ジョイスの小説『フィネガンズ・ウェイク』からとって「クォーク」と命名した。ゲルマン自身はあくまでクォーク模型は仮定の理論（クォークは仮定の素粒子であり実在しない）であり、これを元により確実な理論が構築された場合は捨てるものであると考えていた。しかしながら現在の所、クォークは実在の究極素粒子と考えられている。
他にも中野・西島・ゲルマンの法則(NNG法則)やくり込み群方程式、V-A相互作用の理論など多数の業績がある。
晩年はニューメキシコ大学、南カリフォルニア大学の特別栄誉教授の地位にあった。
「弱い相互作用」に関する理論研究でリチャード・ファインマンと共同作業を行ったゲル-マンであったが二人の論が加熱、激怒したファインマンは「今後、お前の名前の綴りからハイフンを消してやる！」と脅し、ゲル-マンは「じゃあ、お前の名前をこれからはFeyn-manと綴ってやる！」とやり返し、ゲルマンが命名したクォークのことをファインマンは「パートン」（部分子）と呼び、「ファインマン・ダイアグラム」のことをゲルマンは「ステュッケルベルク図」と呼んでいた。ファインマンとは幾度も対立、反目し合い、良き論敵関係にあった。

## 受賞歴
- ハイネマン賞数理物理学部門（1959年）
- アーネスト・ローレンス賞（1966年）
- リヒトマイヤー記念賞（1966年）
- フランクリン・メダル（1967年）
- ジョン・カーティー賞（1968年）
- ノーベル物理学賞（1969年）
- アルベルト・アインシュタイン・メダル（2005年）
- ヘルムホルツ・メダル（2014年）

## 著作
- 「クォークとジャガー　たゆみなく進化する複雑系」（草思社）ISBN 4794207743